# 이귀령
이귀령(1482년 ~ 1542년)은 조선 중기의 문신이다. 본관은 전의, 자는 미지이며 문정왕후의 외삼촌이다. 아버지는 관찰사 이덕숭이다. 중종 때 공조판서, 예조판서, 병조판서 등을 지냈다.

## 생애
1507년, 사마시에 급제하여 생원이 되었고 참봉이 되었으며 1514년에 별시문과에 병과로 급제하였다. 이후 1519년에 예조좌랑이 되었고 1521년에는 헌납, 시강원문학이 되었으며 1522년에는 지평이 되었다. 지평으로 있을 때 기묘사화로 화를 입은 유림들을 구하려다가 무고를 받은 안처겸 등을 처벌할 것을 주장하였다. 1523년에는 다시 세자시강원문학이 되었고 필선으로 옮겼다가 1524년에 사간, 1525년에 시강원보덕, 집의, 홍문관부응교, 시강관, 홍문관응교를 하다가 전라도어사로 나가서 민정을 다스렸고 지방수령들의 근무태만과 부정을 조정에 보고해서 이들을 면직시켰으며 1526년에는 전한으로 시강관을 겸했다. 1527년에는 예조참의로 임명되어서 당상관에 올랐고 동부승지로 참찬관을 겸했다. 이후 강서시험의 시관으로 부표를 누통한 일로 대간의 탄핵을 받았으나 고의가 아니라는 왕의 비호로 무사하였다. 이후 1528년에 사간원대사간으로 영전하였고 강원도관찰사를 거쳐서 1530년에는 좌부승지로 다시 내직에 돌아왔다. 1532년에는 충청도관찰사가 되었고 1533년에는 예조참판으로 다시 내직에 돌아온 뒤 특진관을 겸했고 1534년에는 한성부우윤, 1535년에는 개성유수를 지낸 뒤 평안도관찰사가 되었다. 1537년에는 호조참판이 되었고 특진관을 겸하다가 1538년에는 공조판서로 정경의 반열에 올랐고 예조판서로 옮겨서 세자빈객을 겸했다. 1540년에는 우참찬, 좌참찬을 하다가 병조판서로 옮겼고 1541년에 다시 공조판서가 되었다가 1542년에 지돈녕부사로 옮긴 뒤에 별세하였다.

## 가족 관계
문정왕후의 외삼촌이다.